# 罗庄镇 (邓州市)
罗庄镇，是中华人民共和国河南省南阳市邓州市下辖的一个乡镇级行政单位。

## 行政区划
罗庄镇下辖以下地区：
罗东社区、罗西社区、岑子村、马岗村、周郝村、张宋洼村、林堡村、唐坡村、南古村、冯坡村、董寨村、白营村、肖营村、岭上村、青冢村、董赵村、张楼村、陈家村、王岗村、任岗村、高庄村和宅子村。